# Laudio
Laudio (en castellà Llodio) és un municipi d'Àlaba, de la Quadrilla d'Aiara. Limita amb els municipis d'Okondo, Aiara, Orozko i Arrankudiaga.

## Història
Els orígens històrics de Llodio no estan gaire clars. Els vestigis més antics de la localitat són el pont romà de Vitorica sobri el riu Nervión, del que queda un arc. Aquest pont hauria estat part de la calçada que unia la Plana alabesa amb el port romà de Flaviobriga (actual Castro-Urdiales). Aquest pont va ser reconstruït en l'edat mitjana, i gairebé canviat tot. Part de la seva estructura va ser danyada durant les riuades de l'any 83. Les restes arqueològiques que demostren una presència romana es veuen reforçats per les teories dels lingüistes que creuen que el nom de la vall és una evolució del nom llatí Claudius o Claudianus, que hauria evolucionat amb el pas dels anys donant lloc als dos noms de la població, el basc, Laudio, que és més semblant a l'original llatí; i el romanç que és una forma més evolucionada i menys recognoscible d'aquest. Encara que també s'ha considerat el fet que el nom pot provenir de Falvio o Flavius. ambdós fets sense confirmar.

## Economia i societat
Des dels anys 40 i fins a la crisi industrial dels anys 80, les grans indústries del vidre i l'acer i a l'empara d'aquestes moltes altres indústries i comerços, van impulsar el creixement econòmic i demogràfic de Llodio. Després de la greu crisi dels 80, les noves zones industrials han permès el naixement d'empreses productores i de serveis.
L'actual alcalde de Llodio és Natxo Urkixo, del partit Bildu, que va guanyar les eleccions al municipi després de normalitzar-se la situació electoral de l'Esquerra Abertzale. Bildu té 6 regidors, els mateixos que el PNB. El PSE-EE en va obtenir 2, el PP 1 i Omnia també 1.

## Persones il·lustres
- Juan José Ibarretxe: Lehendakari del País Basc entre 1999 i 2009. Va ser alcalde de Laudio.
- Laura Espido Freire: Premi Planeta 1999 amb la seva novel·la "Melocotones helados".
- Jon Unzaga Bombín: Ciclista professional
- César Solaún: Ciclista professional
- Domingo de Basavilbaso (1707-1775): Promotor i primer administrador del servei de correus de Buenos Aires (Argentina).
- Tomás Zubiaur: Va ser el veterinari de Pancho Villa. Natural de Laudio, va decidir emigrar a Cuba per 1914 a la recerca de fortuna i va acabar enrolat en l'exèrcit que va envair territori dels Estats Units. Va formar part de la llegenda que va acompanyar a un dels guerrillers més coneguts del planeta.
- José Ramón Alexanko: Jugador del FC Barcelona (1980-1993)
- Santiago Abascal Conde: President de Vox i diputat al Congrés dels diputats